# Tony Stanley
 (juin 2023).
Si vous disposez d'ouvrages ou d'articles de référence ou si vous connaissez des sites web de qualité traitant du thème abordé ici, merci de compléter l'article en donnant les références utiles à sa vérifiabilité et en les liant à la section « Notes et références ».
Tony Stanley, né le 14 avril 1977 à Pittsburgh en Pennsylvanie, est un joueur de basket-ball français. Il est arrière au club de Barjouville.

## Biographie
Il marque 42 points contre Gravelines-Dunkerque avec Le Havre en 2006 - 2007, record battu[Quand ?] par Austin Nichols (45 points).
En 2010, il reste dans la région et rejoint le SOM boulonnais.
Deux ans plus tard, en septembre 2012, il poursuit son aventure nordiste en s'engageant avec Orchies, club de Nationale 1.
En 2017, Tony Stanley arrive à Barjouville avec son ancien coéquipier de Chartres, Damien Pistre.
A cette époque le club est en pré-nationale avec comme objectif de remonter en N3.
La saison fut parfaite pour le club de Barjouville, finissant 1er avec un duo magique derrière la ligne à 3 points.
Tony a aussi coaché l'équipe réserve sur la saison 2018-2019 et lui a permis de monter en R2, faisant quelques matchs avec ses joueurs.
La saison 2019-2020 aura été difficile pour son équipe en N3. Avec la crise Covid-19, l'équipe a été maintenue mais Tony a mis un terme à sa belle carrière pour se concentrer sur sa vie personnelle et professionnelle.

## Clubs

### Université
- 1999-2001 :  Université de Dayton (NCAA I)

### Professionnels
- 2001-2003 :  Cholet (Pro A)
- 2003-2004 :  Podgorica (Naša Sinalko Liga)
- 2004-2007 :  Le Havre (Pro A)
- 2007-2010 :  Gravelines Dunkerque (Pro A)
- 2010-2012 :  SOM boulonnais (Pro B)
- 2012-2014 :  Orchies (Nationale 1) puis (Pro B)
- 2014-2016 :  UB Chartres (Nationale 1)
- 2016-2017 :  Fougères (Nationale 2)
- 2017-2020 :  Barjouville SCL (PNM) puis (NM3)